# Марли (фильм)
«Марли» (англ. Marley) — документальный фильм режиссёра Кевина Макдональда, вышедший на экраны в 2012 году. 
Официальный саундтрек, включающий 24 из 66 песен Боба Марли, прозвучавших в фильме, был выпущен 16 апреля 2012 года.

## Сюжет
Фильм рассказывает о жизни и творчестве знаменитого ямайского музыканта Боба Марли. Помимо архивного материала с участием самого героя фильма (записи с концертов и интервью), в фильме принимают участие его мать Седелла Марли, жена Рита Марли, его дети Зигги, Питер и Констанс, подруга Синди Брейкспир, участники группы The Wailers, продюсеры Ли "Скрэтч" Перри и Крис Блэквелл и многие другие.
Фильм приурочен к 50-летию независимости Ямайки, в связи с чем был снят за короткие сроки — 13 месяцев. Продолжительность фильма — 144 минуты.

## Награды и номинации
- 2012 — номинация на Премию британского независимого кино за лучший документальный фильм.
- 2013 — номинация на премию BAFTA за лучший документальный фильм (Кевин Макдональд, Стив Бинг, Чарльз Стил).
- 2013 — номинация на премию «Гремми» за лучший саундтрек-компиляцию (Крис Блэквелл, Барри Коул).
- 2013 — номинация на премию NAACP Image Award за лучший документальный фильм.

## Касса
По состоянию на 4 августа 2012 года фильм собрал 1 412 124 долл. США в Северной Америке.

## Признание
По большей части «Марли» получил высокую оценку критиков. По данным агрегатора Rotten Tomatoes его рейтинг составляет 95 %, на основе 93 обзоров и среднего рейтинга 7,9/10. Союз критиков говорит: «Исчерпывающий, беспристрастный портрет Боба Марли работы Кевина Макдональда предлагает зрителю захватывающие концертные кадры и создает потрясающее представление о величайшей звезде реггей».
Фильм также получил 82 балла из 100 на Metacritic на основании 32 обзоров, что указывает на всеобщее признание. Тем не менее фильм также был и раскритикован, поскольку Банни Уэйлер сказал, что в фильме была недостаточно раскрыта растафарианская часть жизни Марли. Кроме того, премьера на Ямайке была испорчена тем, что цвета эфиопского флага были размещены на земле, из-за чего Уэйлер и другие попросту бойкотировали премьеру.

## Музыка
Саундтрек к «Марли» был выпущен за четыре дня до фильма, 16 апреля 2012 года. Он содержал 24 из 66 треков, перечисленных в заключительных титрах фильма. Первый сингл саундтрека «High Tide или Low Tide» был выпущен как сингл 9 августа 2011 года.
Список треков саундтрека расположен в хронологическом порядке, как это показано в фильме. Это первая запись с участием Боба Марли, исполняющего «Jamming» на концерте One Love Peace, где Марли объединил Майкла Мэнли и Эдварда Сига, членов Народной национальной партии и Ямайской рабочей партии соответственно.